# カンポ・ディ・トレンス
カンポ・ディ・トレンス（伊: Campo di Trens ; 独: Freienfeld フライエンフェルト）は、イタリア共和国トレンティーノ＝アルト・アディジェ州ボルツァーノ自治県にある、人口約2,700人の基礎自治体（コムーネ）。

## 地理

### 位置・広がり

#### 隣接コムーネ
隣接するコムーネは以下の通り。
- フォルテッツァ
- ラチーネス
- リオ・ディ・プステリーア
- サレンティーノ
- ヴァル・ディ・ヴィッツェ
- ヴィピテーノ

## 行政

### 分離集落
カンポ・ディ・トレンスには、以下の分離集落（フラツィオーネ）がある。
- Castelpietra/Schloss Sprechenstein, Rio/Bache, Pruno/Elzenbaum, Flanes/Flans, Dosso/Egg, Mules/Mauls, Novale Basso/Niederried, Partinges, Fuldres/Pfulters, Rizzolo/Ritzail, Stilves/Stilfes, Trens, Valgenauna/Valgenäun

## 住民

### 言語
| 言語集団調査（2011年） | 言語集団調査（2011年） | 言語集団調査（2011年） | 言語集団調査（2011年） | 言語集団調査（2011年） |
| ---------------------- | ---------------------- | ---------------------- | ---------------------- | ---------------------- |
|                        |                        |                        |                        |                        |
| ドイツ語               | ドイツ語               |                        | 95.85%                 | 95.85%                 |
| イタリア語             | イタリア語             |                        | 3.79%                  | 3.79%                  |
| ラディン語             | ラディン語             |                        | 0.36%                  | 0.36%                  |

2011年に行われた、住民がドイツ語・イタリア語・ラディン語のいずれの「言語集団」に属するかの調査によれば（ボルツァーノ自治県#言語集団調査参照）、住民の約96%がドイツ語話者である。